# Civilization Phaze III
Civilization Phaze III dvostruki je CD američkog glazbenika Franka Zappe. Ovo je posljednji album kojeg je Zappa uspio završiti prije svoje smrti 1993., a izlazi postumno u prosincu 1994.g.
Zappa ovaj album svrstava u kategoriju "opera-pantomima", a počinje eksperimentalno snimljenim vokalima iz 1967.g., što Zappa opisuje u svojim linijskim notama (napisane 1993.). 1991. njegova kćerka Moon Unit Zappa, izvođač Michael Rapaport i još drugi dodaju nove dijaloge. Glazbeni dijelovi komponirani su i snimani isključivo na synclavieru, kojeg Zappa prvi puta koristi na albumu Boulez Conducts Zappa: The Perfect Stranger (1984.) i kasnije na albumu Jazz from Hell s kojim odnosi "Grammy Award" pobjedu (1986.).

## Popis pjesama
Sve pjesme napisao je Frank Zappa.

### Akt prvi
1. "This Is Phaze III" – 0:47
2. "Put a Motor in Yourself" – 5:13
3. "Oh-Umm" – 0:50
4. "They Made Me Eat It" – 1:48
5. "Reagan at Bitburg" – 5:39
6. "A Very Nice Body" – 1:00
7. "Navanax" – 1:40
8. "How the Pigs' Music Works" – 1:49
9. "Xmas Values" – 5:31
10. "Dark Water!" – 0:23
11. "Amnerika" – 3:03
12. "Have You Heard Their Band?" – 0:38
13. "Religious Superstition" – 0:43
14. "Saliva Can Only Take So Much" – 0:27
15. "Buffalo Voice" – 5:12
16. "Someplace Else Right Now" – 0:32
17. "Get a Life" – 2:20
18. "A Kayak (On Snow)" – 0:28
19. "N-Lite" – 18:00

### Akt drugi
1. "I Wish Motorhead Would Come Back" – 0:14
2. "Secular Humanism" – 2:41
3. "Attack! Attack! Attack!" – 1:24
4. "I Was in a Drum" – 3:38
5. "A Different Octave" – 0:57
6. "This Ain't CNN" – 3:20
7. "The Pigs' Music" – 1:17
8. "A Pig With Wings" – 2:52
9. "This Is All Wrong" – 1:42
10. "Hot & Putrid" – 0:29
11. "Flowing Inside-Out" – 0:46
12. "I Had a Dream About That" – 0:27
13. "Gross Man" – 2:54
14. "A Tunnel into Muck" – 0:21
15. "Why Not?" – 2:18
16. "Put a Little Motor in 'Em" – 0:50
17. "You're Just Insultin' Me, Aren't You!" – 2:13
18. "Cold Light Generation" – 0:44
19. "Dio Fa" – 8:18
20. "That Would Be the End of That" – 0:35
21. "Beat the Reaper" – 15:23
22. "Waffenspiel" – 4:05

## Izvođači
- Frank Zappa – producent, programski prevoditelj, glavni urednik, skladatelj, izvođač, dirigent, linijske note
- Ensemble Modern – orkestar
- Dick Kunc – projekcija (1967)
- David Dondorf – projekcija (1991)
- Todd Yvega – projekcija (1991)
- Spencer Chrislu – projekcija (1991)
- Uri Balashov – dizajn omota albuma
- Command A Studios – direktor slike

### Vokali 1967
- Spider Barbour
- All-Night John
- Frank Zappa
- Euclid James "Motorhead" Sherwood
- Roy Estrada
- Louis "The Turkey" Cuneo
- Monica
- Gilly Townley
- Unknown Girl #1
- Unknown Girl #2

### Vokali 1991
- Moon Unit Zappa
- Michael Rapaport
- Ali N. Askin
- Catherine Milliken
- Walt Fowler
- Todd Yvega
- Michael Svoboda
- Michael Gross
- William Formann
- Uwe Dierksen
- Stefan Dohr
- Daryl Smith
- Franck Ollu
- Hermann Kretzschmar
- Dweezil Zappa

## Vanjske poveznice
- Informacije na Lyricsu
- Detalji o izlasku albuma